# Zboží (Habry)
Zboží (německy Sbosch) je vesnice, část města Habry v okrese Havlíčkův Brod. Nachází se asi 4,5 kilometru jižně od Habrů.
Zboží je také název katastrálního území o rozloze 6,36 km².

## Historie
První písemná zmínka o vesnici pochází z roku 1307, kdy ji Raimund z Lichtenburka vyměnil s vilémovským klášterem za jiné vsi v okolí Havlíčkova Brodu.

## Pamětihodnosti
Dominantou návsi je památkově chráněný zámek Zboží, ve kterém se nachází sociální ústav Domov ve Zboží.